# Pieter Engels

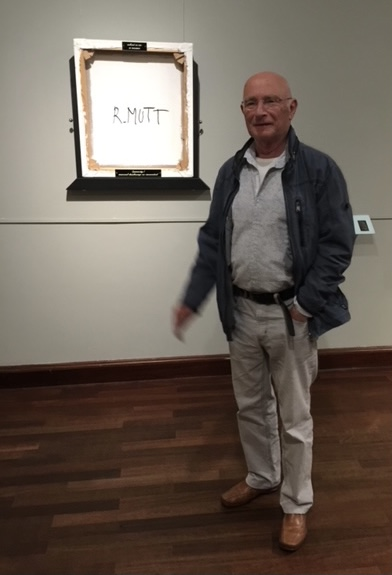
Pieter Engels, 2017

 Pieter Engels (* 3. Dezember 1938 in Rosmalen (’s-Hertogenbosch), Niederlande; † 29. März 2019; lebte und arbeitete in Amsterdam) war ein niederländischer Objekt- und Konzeptkünstler.

## Leben und Werk
Pieter Engels wurde 1938 in Rosmalen bei ’s-Hertogenbosch geboren. Bis zum Jahr 1962 schuf er vorwiegend monochrome Gemälde. Später begann er, ebenfalls meist einfarbige Objekte zu schaffen.
Er selbst nannte sich nicht Künstler, sondern „recreator-animator“. Seine Kunst ist eine Provokation und Parodie auf die etablierte Kunstwelt, die er als Konsumwelt ablehnte.

Im Jahr 1964 begründete er die ‘Engels Products Organization’ (EPO), die jährliche Produktmessen veranstaltete, bei denen er zum Beispiel sinnlose, nicht benutzbare Möbel präsentierte. Im Jahr 1967 erfand er ENIO (Engels New Interment Organization; „Engels Neue Beerdigungs Organisation“) als Konzeptname für zahlreiche Objekte und Aktionen. 

„Was ist los mit Beerdigungen – warum diese Schwärze – warum diese Traurigkeit – Warum dieser Wahnsinn des Weinens... Einige unserer Möglichkeiten: Transparente, luxuriöse Särge in unseren neuen Beerdigungs-Farben und komplett parfümiert...“

 Die Aktionen von ENIO waren wie Werbeverkaufsveranstaltungen („Unsere Beerdigungen sind wunderschön und luxuriös – wie unsere Preise“) aufgemacht, er stellte dabei zum Beispiel ein „Projekt für ein elektrisches Selbstmord-Gerät (männlich)“ und als feminines Pendant ein „Projekt für ein elektrisches erotisches Selbstmord-Gerät (weiblich)“ vor.

Auch mit seinen Aktionen ‘Engels Third Institute’ und der ‘Engels Genesis Foundation’, dem Durchsägen von Möbeln und der Produktion von “Schlechten Büchern” lieferte Pieter Engels im Geist der Zeit der aufrührerischen 1960er und 1970er Jahre kritische und ironische Beiträge zum künstlerischen Establishment. 

„Die Zeit des Kunstwerks als Unikat ist abgelaufen. Kunst ist Teil der Ökonomie, der Massenproduktion und der Konsumgesellschaft geworden.“

Pieter Engels Werk bekam internationale Aufmerksamkeit. Er war unter anderem 1967 auf der 5. Biennale junger Künstler in Paris und mit einigen Objekten im Jahr 1968 auf der 4. documenta in Kassel vertreten.

## Wichtige Ausstellungen
(Auswahl)
- 1967: 5. Biennale junger Künstler, Paris
- 1968: 4. documenta, Kassel
- 1987: Verover het Beeld, over natuur en hun bronnen – Stadsgalerij Heerlen
- 1995: Album: The photographic collection of Museum Boijmans-van Beuningen Rotterdam – Museum Boijmans Van Beuningen, Rotterdam
- 1997: Nabeelden van de oude meesters – Arti et Amicitiae, Amsterdam
- 2004: Dear ICC – Aspects of contemporary art in Belgium 1970-1985 – Museum van Hedendaagse Kunst (MuHKA), Antwerpen
- 2007: Rompecabeza – de Vishal – ruimte voor beeldende kunst, Haarlem
- 2008: les ateliers de rennes – Musée des Beaux-Arts, Rennes